# Reynaldo Vera
Pour les articles homonymes, voir Vera.
Reynaldo Vera González-Quevedo est un joueur d'échecs cubain né le 7 janvier 1961 à Unión de Reyes. Grand maître international depuis 1980, il a remporté deux fois le championnat de Cuba.
Au 1er avril 2021, il est le 26e joueur cubain avec un classement Elo de 2 443 points.

## Biographie et carrière
Reynaldo Vera a obtenu le titre de grand maître international en 1980. Il remporta le championnat de Cuba d'échecs en 1997 et 2001.
Il finit troisième ex æquo du championnat du monde d'échecs junior de 1977 à Innsbruck (quatrième au départage). Il finit cinq fois troisième (seul ou ex æquo) du mémorial Capablanca (en 1980, 1983, 1984, 1993 et 2002).
Il a participé à quatre championnats du monde par équipes (en 1989, 1993, 1997 et 2001) et à dix olympiades de 1980 à 2002. Lors de l'Olympiade d'échecs de 1990, il jouait au quatrième échiquier et l'équipe de Cuba finit septième de la compétition, le meilleur résultat d'une équipe cubaines lors des olympiades (qui fut également obtenu en 2004 et 2014). Il remporta la médaille d'or individuelle au troisième échiquier lors de l'Olympiade d'échecs de 1998 avec 7 points marqués en 9 parties (cinq victoires et quatre nulles) et une performance Elo de 2 702 points. Avec Cuba, il remporta quatre fois de suite le championnat panaméricain par équipes (en 1987, 1991, 1995 et 2000).
En 1998, il remporta le tournoi open de Linares.

## Publication
- Chess Explained: The Meran Semi-Slav, Gambit Publications, Londres, 2007,  (ISBN 1-904600-81-6)